# Diebold Nixdorf
Diebold Nixdorf è una società statunitense di tecnologia dell'informazione, che risale alla Diebold del 1876, nel 2015 acquista ed incorpora la tedesca Wincor Nixdorf assumendo l'attuale denominazione.

## Storia

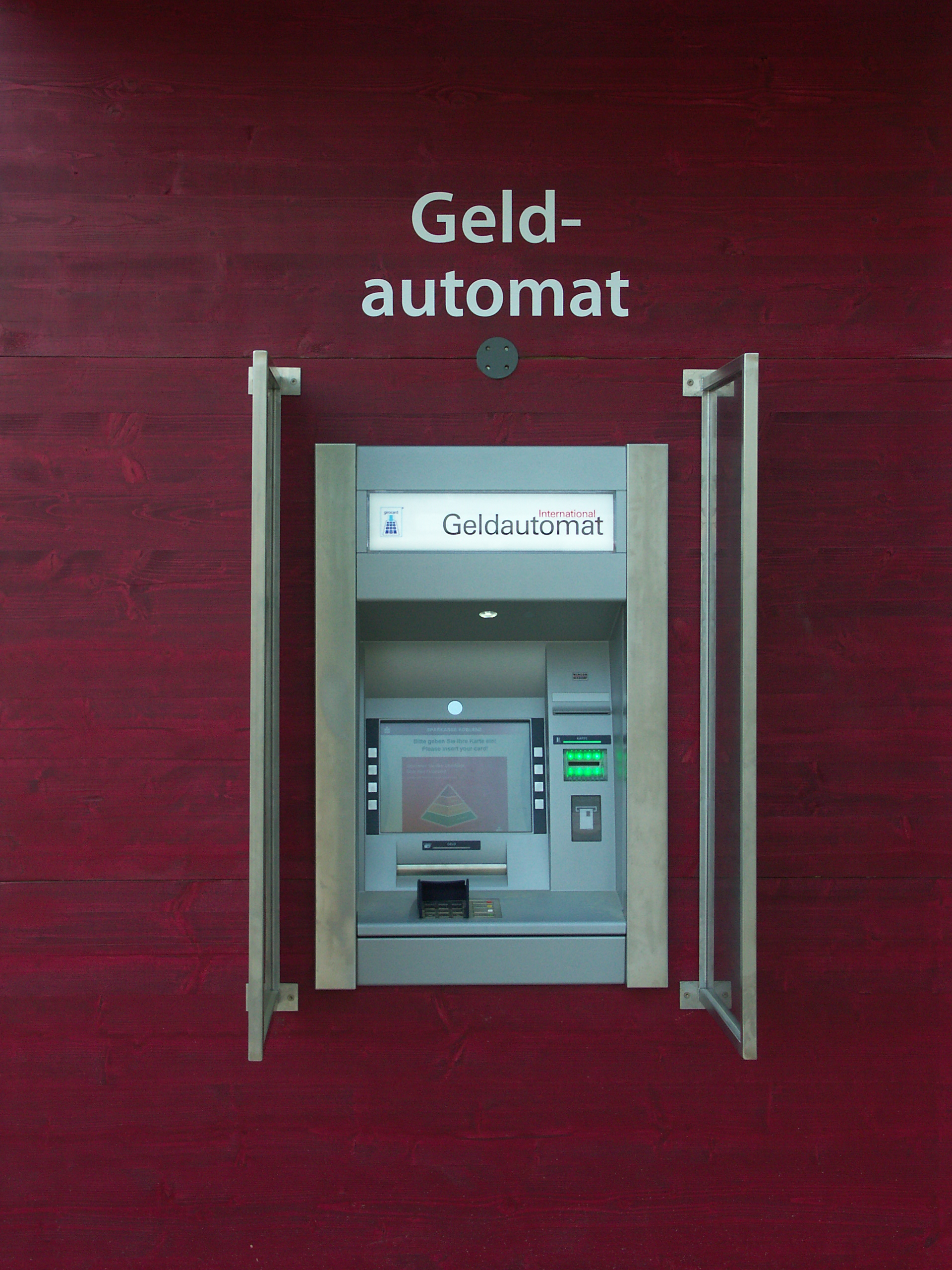
Un Bancomat tedesco della Wincor Nixdorf-Diebold Nixdorf) „Cineo 2550“ a Coblenza, 2011

Nell'ottobre 1876 viene fondata dal fabbro tedesco Karl "Charles" Diebold, nato il 24 ottobre 1824 a Sulzbach-Rosenberg in Germania.
Il 23 novembre 2015 la Wincor Nixdorf e la concorrente Diebold Inc, si fondono. La società nuova viene formata il 16 agosto 2016. La Diebold Inc viene inglobata nella Diebold Nixdorf, Inc. con 23.000 dipendenti di cui 2.000 a Paderborn. La società è quotata in Borsa alla New York Stock Exchange e alla Frankfurter Wertpapierbörse.
Diebold Nixdorf produce sistemi informatici per banche e aziende commerciali. L'esempio di diffusione sul territorio lo si ha con gli sportelli automatici e le casse automatiche di ogni filiale di banca. Rappresentano il 35% del mercato mondiale.